# Den onda dockan
Den onda dockan (engelska: Child's Play) är en amerikansk skräckfilm från 1988 med Catherine Hicks och Alex Vincent i huvudrollerna.

## Handling
I Chicago köper Karen Barclay en stor talande Good-Guy-docka av en luffare till sin son Andy som fyller sex år. Vad hon inte känner till är dockans bakgrund och att den är levande, ondskefull och hämndlysten då en seriemördare innan han blev skjuten av polisen överfört sin själ till denna docka. Efter att barnvakten Maggie irriterat sig på Andy och dockan, som kallar sig Chucky, blir hon brutalt mördad. Andy inser dockans dubbelliv och pekar ut den, men ingen tror honom. När ytterligare dödsfall inträffar får Andy skulden. När andra slutligen inser att Andy har rätt uppstår en hård kamp för att gemensamt förgöra Chucky.

## Rollista (i urval)
- Brad Dourif - Chucky
- Catherine Hicks - Karen Barclay
- Chris Sarandon - Mike Norris
- Alex Vincent - Andy Barclay
- Dinah Manoff - Maggie Peterson

## Om filmen
Detta är den första delen i en filmserie som påbörjades om dockan Chucky. Filmens tagline är "You'll wish it was only make-believe. Someone moved in with the Barclay family and so has terror".

### Uppföljare och nyinspelningar
- Den onda dockan 2 (1990)
- Den onda dockan 3 (1991)
- Bride of Chucky (1998)
- Seed of Chucky (2004)
- Curse of Chucky (2013)
- Cult of Chucky (2017)
- Child's Play (nyinspelning, 2019)

Det finns även en amerikansk tv-serie om dockan, Chucky, som började sändas 2021.